# جو دیکین
جو دیکین (انگلیسی: Joe Deakin؛ ۶ فوریه ۱۸۷۹ – ۳۰ ژوئن ۱۹۷۲) دونده اهل بریتانیا بود.
وی در مسابقات کشوری و بین‌المللی در مجموع برندهٔ ۴ مدال طلا، ۱ مدال برنز شده‌است.